# سیارک ۵۸۶۰۵
سیارک ۵۸۶۰۵ (به انگلیسی: 58605 Liutungsheng، نامگذاری:1997TA27) پنجاه و هشت هزار و ششصد و پنجمین سیارک کشف شده‌است که در ۸ اکتبر ۱۹۹۷ کشف شد.